# Hôtel de Brionne
Hôtel de Brionne, též Hôtel d'Armagnac byl městský palác v Paříži. Nacházel se na pravém břehu v prostoru dnešní ulice Rue de Rivoli v 1. obvodu.

## Historie
Palác Brionne nechal vybudovat jako své sídlo Ludvík Lotrinský, hrabě z Armagnacu, Charny a Brionne, který byl hlavním správcem francouzských královských koníren (grand écuyer de France). Stavba vznikla v krátké době před rokem 1676. Funkci správce královských koníren po něm v roce 1712 převzal jeho syn Charles, hrabě d'Armagnac, který rovněž sídlil v paláci. To vysvětluje souběžné užívání názvů paláce Brionne a Armagnac, nicméně posléze převážilo pouze označení hôtel de Brionne.
Palác byl nejspíše oddělen od sousedního hôtel de La Vallière v roce 1772, ale za vlády Ludvíka XVI. byly budovy stavebně spojeny.
Za Velké francouzské revoluce sídlil v tomto paláci od 25. listopadu 1791 do 2. února 1796 Výbor pro všeobecnou bezpečnost.
Palác byl zbořen kolem roku 1806, ve stejné době jako další domy v ulici Rue du Carrousel, která zcela zanikla. Na místě se rozkládají mříže Tuilerijských zahrad až do úrovně ulice Rue de Rohan a poté galerie podél Rue de Rivoli. Tyto budovy byly dokončeny v roce 1869.